# Taped
Taped (Eigenschreibweise: TAPED) wurde 2009 von Frontmann Finlay Sky Davey und Schlagzeuger Tiago Spagolla Ritter im Alter von 14 Jahren in Liechtenstein gegründet und ist dem Post-Hardcore und dem Metalcore zuzuordnen. Der Name Taped kommt daher, dass die Band früher kein Geld für kostspielige Reparaturen ausgeben wollte und alles mit Tape (engl. für Klebeband) repariert und fixiert hat.

## Geschichte
Angefangen hat Taped mit zwei Mann in einem kleinen Keller in Mauren (Liechtenstein). Nach kurzer Zeit kamen noch die Gitarristen Christian Jäger und Kevin Negele dazu und die Band spielte einige kleinere Konzerte. 2011 wurde noch Bassist Philipp Luder ins Boot geholt.
2013 veröffentlichte die Band ihre erste EP Never Back Down mit 7 Tracks, darunter ein Remix und ein akustisches Stück, auf Redfield Digital.
Am 13. Februar 2015 folgt das Debütalbum Empires auf Redfield Records. Das Album enthält zwei Features, eins mit dem Sänger David Beule von Vitja, das Andere mit Bobby Stein von den Coyotes und wurde in den Pitchback Studios in Köln produziert. Zum Release wurde ein limitiertes Bundle mit einer handgefertigten Box aus Liechtensteiner Fichtenholz und anderen lokalen Komponenten angeboten, was den Bezug zu ihrer Heimat darstellt. In den letzten Jahren spielten Taped unter anderem Shows mit Eskimo Callboy, Enter Shikari, Texas in July, Hatebreed, A Traitor Like Judas, Attila, All I Have und Comeback Kid.

## Diskografie
- 2013: Never Back Down (EP, Redfield Digital)
- 2015: Empires (Album, Redfield Records)